# Szolem Mandelbrojt
Szolem Mandelbrojt (ur. 10 stycznia 1899 w Warszawie, zm. 23 września 1983 w Paryżu) – matematyk pochodzenia polsko-żydowskiego. Jego prace dotyczyły głównie klasycznej analizy matematycznej. Był uczniem Jacques'a Hadamarda, został jego następcą w Collège de France.

## Życiorys
Brał udział w początkowych publikacjach Stowarzyszenia współpracowników Nicolasa Bourbakiego. Później skoncentrował się na szeregach Dirichleta, szeregach lakunarnych, funkcjach całkowitych i innych ważnych zagadnieniach analizy zespolonej i harmonicznej. 
Podczas II wojny światowej od roku 1940 przebywał w USA, w Houston, gdzie pracował na Rice University, dzięki pomocy Louisa Rapkine. 
Był stryjem Benoît Mandelbrota, twórcy pojęcia „fraktal”.
W 2014 Instytut Francuski w Warszawie oraz Ambasada Francji w Polsce ustanowiły Nagrodę Szolema Mandelbrojta przyznawaną wybitnym polskim matematykom, którzy nie ukończyli 45 lat.